# Herb Białobrzegów
Herb Białobrzegów – jeden z symboli miasta Białobrzegi i gminy Białobrzegi w postaci herbu.

## Wygląd i symbolika
Herb przedstawia w polu błękitnym syrenę barwy cielistej, z długimi włosami złotymi, takimż rybim ogonem i koroną na głowie.
Według Mariana Gumowskiego herb ma symbolizować położenie miasta nad rzeką (Pilica).

## Historia
W 1847 roku zaprojektowano herb miasta do Albumu Heroldii Królestwa Polskiego. Od tamtego czasu szczegóły herbu zmieniały się, ale treść merytoryczna pozostała ta sama.